# Гороховы
Гороховы — деревня в Котельничском районе Кировской области России. Входит в состав Вишкильского сельского поселения.

## География
Расположена примерно примерно в 2 км к юго-западу от села Вишкиль.

## Население
| 2010 |
| ---- |
| 2    |

## Инфраструктура
Личное подсобное хозяйство с зоной сельскохозяйственного использования, индивидуальная застройка усадебного типа.

## Транспорт
Деревня доступна автотранспортом по федеральной автотрассе «Вятка».